# Эметуллах Гюльнуш-султан
Эметулла́х Гюльну́ш-султа́н (тур. Emetullah Gülnûş Sultan; ок. 1640/1642, Ретимнон — 5/6 ноября 1715, Эдирне) — главная жена (башхасеки) османского султана Мехмеда IV, мать султанов Мустафы II и Ахмеда III; одна из двух женщин в истории Османской империи, занимавших пост валиде-султан при двух сыновьях.
Эметуллах Гюльнуш, происходившая из семьи Верцицци с Крита, вошла в гарем Мехмеда IV в самом начале его правления и в скором времени стала его главной фавориткой. Султан Мехмед, увлекавшийся охотой и участвовавший в военных походах, часто брал с собой Эметуллах Гюльнуш, поэтому сына Мустафу Эметуллах родила в Эдирне, а Ахмеда — в Хаджиоглу-Пазарджике. Родив султану двоих сыновей, его главная хасеки упрочила своё влияние при дворе и принимала участие во внутренней политике страны. Пика своего влияния в качестве хасеки Эметуллах Гюльнуш достигла после смерти матери Мехмеда IV Турхан-султан.
В ноябре 1687 года в результате янычарского мятежа Мехмед IV был свергнут с престола. На троне последовательно оказались два единокровных брата бывшего султана Сулейман II и Ахмед II. Следующие 7 лет Эметуллах Гюльнуш провела в Старом дворце и во дворце Эдирне, изредка видясь со свергнутым мужем, а её сыновья были заперты в кафесе.
В феврале 1695 года на троне оказался старший сын Эметуллах Гюльнуш, а сама она стала валиде-султан. В правление Мустафы II его мать большую часть времени проводила в Эдирне, который султан выбрал в качестве своей главной резиденции. После 8 лет на троне Мустафа II был свергнут, но на троне оказался второй сын Эметуллах Гюльнуш-султан, поэтому ей удалось сохранить своё положение. Вместе с сыном Эметуллах Гюльнуш вернулась в столицу империи Стамбул, где активно занималась политикой (как внутренней, так и внешней) и благотворительностью.
Незадолго до смерти Эметуллах Гюльнуш-султан, будучи тяжело больной, вернулась в Эдирне, где и скончалась в ноябре 1715 года в возрасте около 75 лет.

## Имя

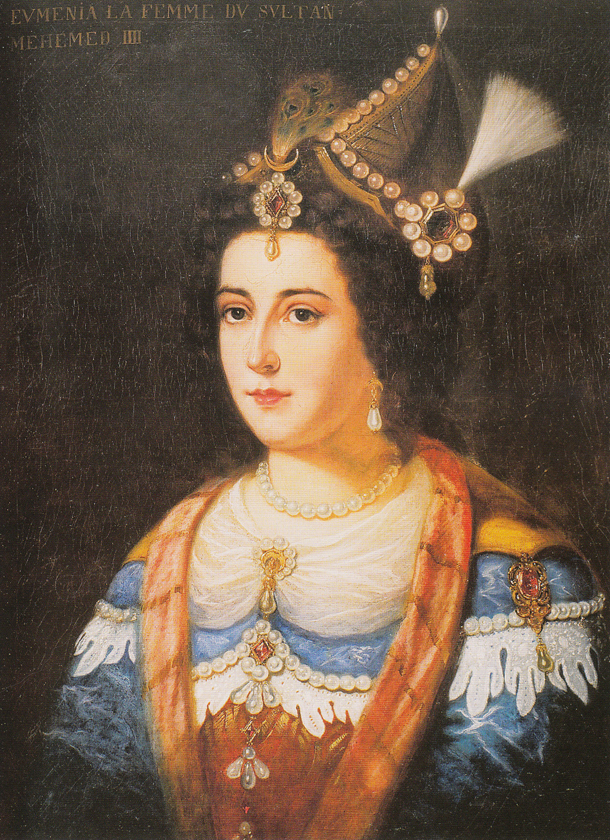
Портрет Эметуллах Гюльнуш-султан кисти неизвестного художника, XIX век

Османский историк Сюрея Мехмед-бей в своём труде «Реестр Османов» (тур. Sicill-i Osmani) указывает только одно имя — Гюльну́ш Эметулла́х-султа́н (Gülnûş Emetullah Sultan).
Османист Энтони Олдерсон в книге «Структура Османской династии» также указывает только один вариант — Рабиа́ Гюльну́ш Умметулла́х-султа́н (Râbia Gülnûş Ümmetullah Sultan).
Мехмед Ипширли, автор статьи о ней в «Исламской энциклопедии», назвал её Гюльнуш Эметуллах-султан, отмечая, что встречаются варианты Рабиа́ Эметулла́х Гюльну́ш-султа́н и Эметулла́х Гюльну́ш-султа́н (Emetullah Gülnûş Sultan).
Турецкий историк Чагатай Улучай писал, что обычно её называли Гюльну́ш-султа́н (Gülnûş Sultan), хотя встречались варианты Рабиа́ Гюльну́ш-султа́н (Râbia Gülnûş Sultan) и Эметулла́х Гюльну́ш-султа́н.
Турецкий историк Недждет Сакаоглу назвал её Эметулла́х Гюльну́ш-султа́н, отметив, что встречаются варианты Рабиа́ Гюльну́ш-султа́н, Умметулла́х-султа́н (Ümmetullah Sultan), Хатидже́ Гюльну́ш-султа́н (Hatice Gülnüş Sultan) и Гюльсю́м Эметтула́х-султа́н (Gülsüm Emetullah Sultan).

## Биография

### Происхождение
Сведения о годе рождения Эметуллах Гюльнуш-султан разнятся: Олдерсон и Улучай указали 1642 год, тогда как Сюрея писал, что скончалась она в возрасте около 75 лет, из чего следует, что родилась она примерно в 1640 году; Ипширли писал о 1640-х годах, а Сакаоглу указал как 1640, так и 1642 год.
Историки сошлись во мнении, что Эметуллах Гюльнуш происходила из греческой или венецианской семьи Верцицци из Ретимнона, Крит, однако когда и при каких обстоятельствах она попала в гарем, достоверно неизвестно. Хюсеийн Ками Ханьяви в «Истории Крита» писал о том, что сердар Дели Хюсейн-паша после завоевания Крита в 1646 году передал во дворец 30 мальчиков-пеньчик и 10 рабынь, одной из которых и была Эметуллах Гюльнуш. Версии Ханьяви придерживались Ипширли и Улучай. Однако Сакаоглу отмечал существование несостыковок в истории Ханьяви: рабыни, отправленные в 1646 году Хюсейном-пашой султану Ибрагиму, были гораздо старше 3-4 лет (предполагаемого возраста Эметуллах Гюльнуш-султан), а шехзаде Мехмеду на тот момент было всего 4 года, то есть рабыни были старше наследника на 8-10 лет; даже если была допущена такая разница в возрасте между будущим султаном и его наложницей, сложно объяснить рождение Эметуллах Гюльнуш первого шехзаде только через 18 лет в 1664 году, а второго — через 27 лет в 1673 году. Сакаоглу считал, что это была одна из историй, придуманных для того, чтобы дать хоть какую-то информацию о происхождении и семье жён-наложниц падишаха. Анализируя доступные сведения, Сакаоглу делает вывод, что Эметуллах Гюльнуш и Мехмед IV были примерно одного возраста.
В «Истории Рашида» в сообщении о её смерти без указания конкретной информации говорится, что Эметуллах Гюльнуш прожила в султанском дворце 50—60 лет, из чего Сакаоглу сделал вывод, что во дворец она попала не ранее 1650-х годов. Сакаоглу писал, что можно предположить, что Турхан-султан после 1651 года — после того, как устранила Кёсем-султан, — планируя будущее десятилетнего сына, взяла под свою опеку некоторых понравившихся ей рабынь; одной из них могла быть будущая башхасеки её сына, которой по традициям гарема сменили имя и за её красоту назвали Гюльнуш; ближе к 1660 году она вошла в число фавориток Мехмеда IV, а после того, как родила шехзаде Мустафу, получила титул хасеки или кадын.

### Хасеки Мехмеда IV

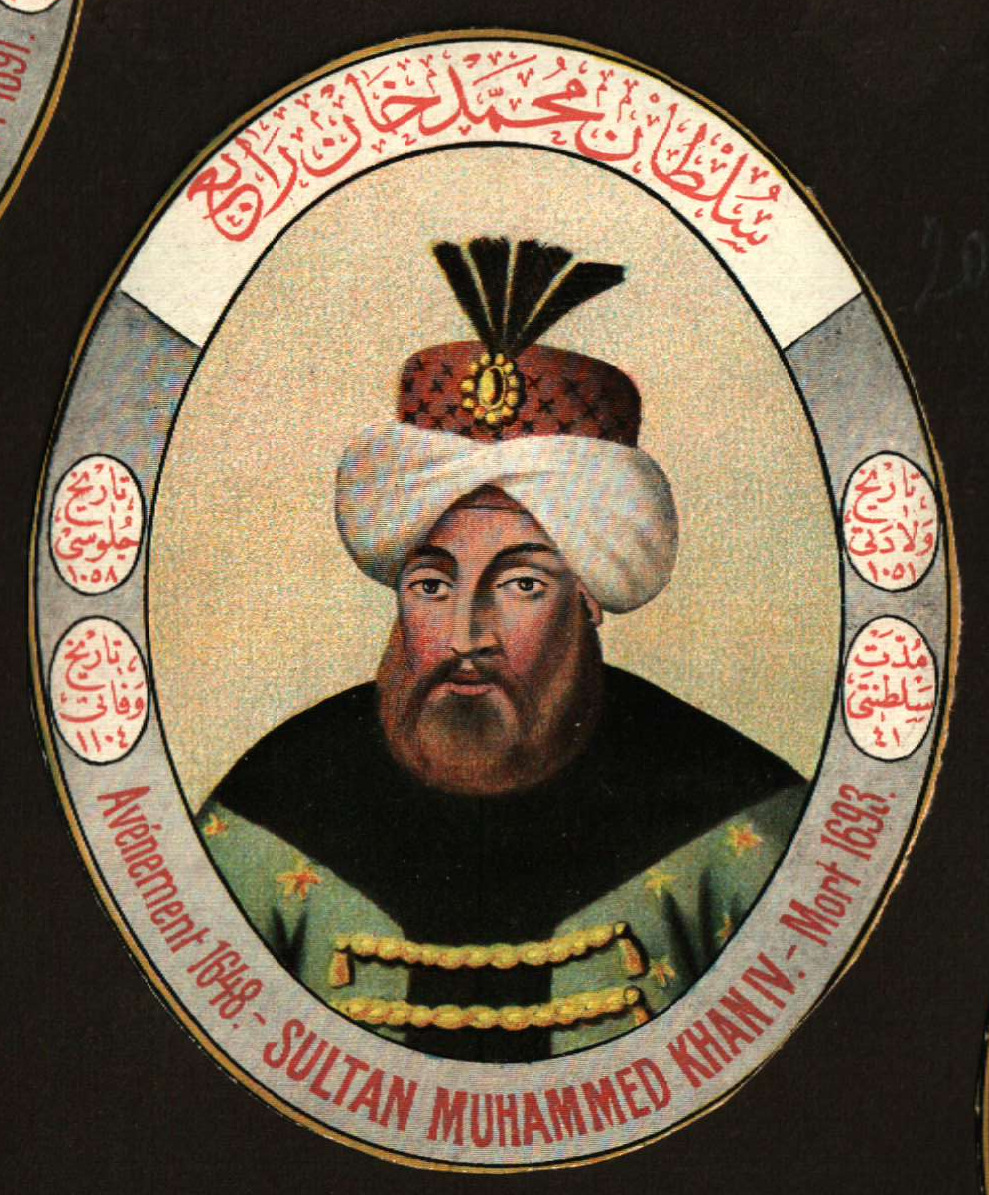
Султан Мехмед IV, фавориткой которого была Эметуллах

Сакаоглу писал, что Эметуллах Гюльнуш была «невероятной красавицей». Об этом свидетельствовал и французский путешественник Жан-Батист Тавернье, упомянувший о ней первым из иностранцев. Улучай также писал о красоте девушки, отмечая, что у неё были тёмные волосы. Сакаоглу и Сюрея называли её главной фавориткой Мехмеда IV — башхасеки-султан, тогда как Ипширли и Улучай — главной кадын. Американский профессор истории Лесли Пирс отмечала, что Мехмед IV был чрезвычайно привязан к Эметуллах Гюльнуш-султан, хотя и имел других наложниц.
Заключив мир с бунтовщиками в 1656 году и передав непосредственное управление государством великому визирю Кёпрюлю Мехмеду-паше, шестнадцатилетний Мехмед IV впервые уехал с матерью Турхан-султан, Эметуллах Гюльнуш-султан и рабынями в Эдирне в 1657 году. В дальнейшем поездки молодого султана с гаремом из Стамбула в Эдирне участились, и по совету своего наставника Ваны Мехмеда-эфенди Мехмед IV в 1663 году перевёз весь свой гарем и служащих гарема в Эдирне на постоянное проживание. Здесь в начале июня 1664 года Эметуллах Гюльнуш родила своего первого ребёнка и старшего сына Мехмеда IV — шехзаде Мустафу. Сам Мехмед IV в это время охотился на лошадях на Балканах. Получив радостное известие, султан приказал устроить гуляния по всей стране на семь дней и семь ночей.
Эметуллах Гюльнуш очень повезло, поскольку кроме того, что она была матерью шехзаде, она также отлично ладила с валиде Турхан-султан и за короткое время завоевала любовь султана. На охоту и в военные походы, в которых султан участвовал лично, Мехмед IV брал с собой мать, сестёр, Эметуллах Гюльнуш-султан и других женщин, из чего Сакаоглу сделал вывод, что в гареме Мехмеда IV между наложницами не было вражды и царил мир, хотя ходили слухи об обратном. Кроме того, по мнению Сакаоглу, поездки гаремных женщин с султаном требовали большой смелости со стороны как наложниц, так и самого Мехмеда IV. Благодаря этим поездкам Эметуллах Гюльнуш-султан побывала в Пловдиве, Карнобате и Ямболе, а также в Болгарии, Фессалии, Македонии и Румынии и стала одной из немногих гаремных женщин, преодолевших самые длинные расстояния и выдержавших многомесячные поездки в каретах. В 1665 году годовалый шехзаде Мустафа с родителями совершил своё первое путешествие, проехав в специальной серебряной карете путь из Стамбула в Эдирне, а затем в Диметоку. Здесь в небольшом дворце-крепости семья провела 25 дней, откуда отбыла в поместье Таякадын и дальше — в Салоники. Во время походов на Польшу в 1672, 1673 и 1674 годах гарем из Эдирне почти полностью переезжал в крепость Исакчы. Силахдар Фындыклылы Мехмед-ага в своём труде «История Силахдара» указывает, что во время похода на Каменец-Подольский султан назначил личным охранником своей башхасеки визиря Мелек Ибрагима-пашу, который ввиду этих обстоятельств зимовал в 1672—1673 годах в Бабадаге. Во время походов недалеко от главного шатра, в котором располагался султан, разбивались палатки для гаремных женщин, окружённые занавесками, в которых жили валиде-султан, башхасеки, шехзаде Мустафа и сёстры султана Гевхерхан и Бейхан; все они пересекали Балканы на специальных закрытых каретах-«кочи». В Акпынаре и Хаджиоглу-Пазарджике были построены особняки, напоминающие дворцы. Для прислуги, личных вещей и других потребностей Эметуллах Гюльнуш-султан использовались удобные повозки. Сама башхасеки, всю вторую беременность проведшая или в дороге, или в Исакчы, перед родами была отправлена в Хаджиоглу-Пазарджик, а лекаря и повитух вызвали из Эдирне. 25 декабря 1673 года в Хаджиоглу-Пазарджике и появился на свет второй сын Эметуллах Гюльнуш-султан — шехзаде Ахмед. Рождение Ахмеда ещё больше укрепило положение Эметуллах Гюльнуш во дворце.
Поездки в Стамбул продолжались с небольшими перерывами, однако основную часть времени султанская семья жила во дворце Эдирне. Во время пребывания в Стамбуле в «сезон черешен» Мехмед IV с семьёй проживал в летнем дворце, особняках в Бахарие в Эюпе или на азиатской стороне Босфора. Ходили слухи, что в один из таких сезонов Эметуллах Гюльнуш-султан из ревности приказала убить наложницу Гюльбеяз, которой был увлечён Мехмед IV. Кроме того, ходили слухи, что после рождения шехзаде Мустафы Эметуллах Гюльнуш-султан пыталась уговорить Мехмеда IV казнить его единокровных братьев Сулеймана и Ахмеда, однако казни помешала Турхан-султан.
Как писал Сакаоглу, самыми счастливыми днями для Эметуллах Гюльнуш в её бытность хасеки стали празднования (сур-ы хюмаюн) в честь обрезания её сыновей и, предположительно, свадьбы её дочери Хатидже-султан, которые проводились на площади Сырык во дворце Эдирне весной 1675 года. Дефтердар Сары Мехмед-паша писал, что на церемонии валиде Турхан-султан и башхасеки Эметуллах Гюльнуш-султан представляли их кетхюды, как если бы они были визирями. Путешественник Тавернье писал о значении, которое придавала хасеки этому празднеству: «Сын [Мехмеда IV] был обрезан во время очень пышной церемонии. Мать этого шехзаде — очень красивая женщина — приказала украсить алмазами все платья шехзаде, которые он должен был надеть в этот день, чтобы поразить роскошью приглашённых на празднество турок и иностранцев. Для этого было разобрано много украшений, находящихся в казне, а потом всё вернули на свои прежние места». Тавернье также отмечал, что церемония обрезания воспринималась Эметуллах Гюльнуш-султан как возможность поучаствовать в политике страны — как внутренней, так и внешней; её желание продемонстрировать государственный достаток, а также получение разрешения на свои действия от султана, говорили о том, что хасеки была умной и предусмотрительной женщиной. Однако Сакаоглу отмечал, что вся информация об участии Эметуллах Гюльнуш в этом праздновании происходит из иностранных источников: османские источники не только не упоминают о довольно интересном подходе хасеки к организации торжества, но даже не дают информации о том, наблюдала ли она за празднованиями.
В 1681 году Эметуллах Гюльнуш-султан сопровождала Мехмеда IV в Стамбул для переговоров о подписании мирного договора с Россией. Султан и его хасеки в Стамбуле поселились не в султанском дворце, а в ялы великого визиря, который покинули только после того, как оставшаяся часть гарема, следовавшая из Эдирне под охраной Кара Ибрагима-паши, прибыла в Караагач.
Когда в 1683 году скончалась валиде Турхан-султан, Эметуллах Гюльнуш стала самой могущественной женщиной в султанском дворце и оставалась таковой следующие четыре года.

### В правление Сулеймана II и Ахмеда II
В ноябре 1687 года в результате янычарского мятежа Мехмед IV был свергнут с престола, к власти пришёл его единокровный брат Сулейман II. Сыновья Мехмеда IV Мустафа и Ахмед оказались заперты в кафесе, а наложницы были отправлены в Старый дворец.
Семь лет во время кратких султанатов братьев Мехмеда IV Сулеймана II и Ахмеда II Эметуллах Гюльнуш-султан провела взаперти во дворце в Эдирне и в Старом дворце в Стамбуле. Первые пять лет этого периода ей позволялось иногда видеться с Мехмедом IV, запертым в кафесе в Стамбуле. Когда Сулейман II в 1689 году переехал в Эдирне, он перевёз с собой шехзаде и бывшего падишаха. В 1691 году умер Сулейман II и на троне его сменил Ахмед II. В декабре 1692 года Мехмед IV скончался, а Эметуллах Гюльнуш провела в Старом дворце ещё 2 года и 2 месяца, пока не умер Ахмед II и на троне 6 февраля 1695 года не оказался старший сын Эметуллах Гюльнуш-султан Мустафа II, а сама она стала валиде-султан.

### Валиде-султан

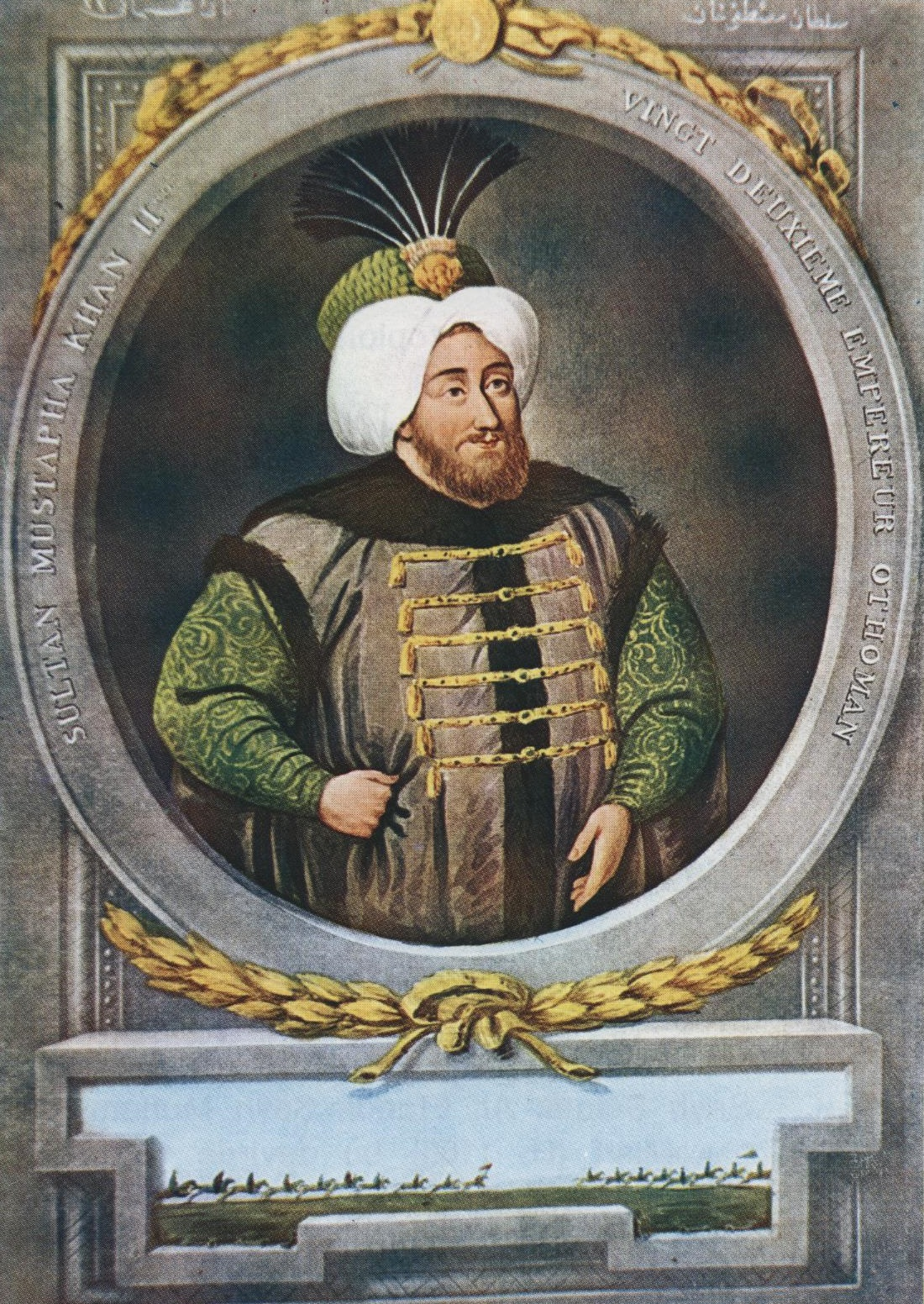
Старший сын Эметуллах Гюльнуш — султан Мустафа II

Став султаном, Мустафа II первым делом отправил в Стамбул Эльмас Мехмеда-пашу, чтобы тот привёз в Эдирне его валиде, дарюссааде-агу и управителя султанских кухонь. Согласно «Истории Силахдара» и «Истории Рашида», Эметуллах Гюльнуш-султан с большой свитой в закрытых каретах и охраной прибыла из Стамбула в Эдирне. Султан выехал матери навстречу и встретил её в Бабаэски; близ улицы Солак чешмеси были разбиты шатры, в саду Искендера Челеби устроен пир; когда же отдохнувшая валиде прибыла с сыном в Эдирне, в городе царила атмосфера праздника, а сама Эметуллах Гюльнуш-султан отправилась в дворец и разместилась там в покоях гарема. В Стамбуле же Эметуллах Гюльнуш была известна как Валиде-и Джедид/Новая валиде (тур. Valide-i Cedid/Yeni Valide).
Мустафа II пробыл у власти восемь лет и большую часть этого времени провёл в Эдирне, лишь изредка наведываясь в Стамбул. Поскольку именно отсюда султан выходил в походы на Австрию, валиде Эметуллах Гюльнуш в период с 1695 по 1703 год большую часть времени проводила в Эдирне с женщинами и детьми сына и практически не принимала участия в общественной жизни. Сакаоглу писал, что события, начавшиеся в Стамбуле и завершившиеся в Эдирне летом 1703 года, «заставили плакать один глаз Эметуллах Гюльнуш, а второй — смеяться»: 22 августа 1703 года её старший сын Мустафа II был смещён с трона, но султаном при этом стал младший сын Эметуллах Гюльнуш-султан Ахмед III. Волнения, приведшие к этой смене султанов, длились много дней и привели к хаосу на улицах Эдирне. Пирс же писала, что Эметуллах Гюльнуш-султан и сама участвовала в свержении сына: получив прошение о поддержке в смещении султана от великого визиря и муфтия, Эметуллах Гюльнуш не решилась идти против государственных мужей, согласившись со свержением старшего сына и возведением на престол младшего.
Новый султан 14 сентября 1703 года вместе со всеми придворными, свергнутым братом, валиде-султан, хасеки, шехзаде, султаншами и всем гаремом выехал из Эдирне и вернулся в Стамбул. Для султана, остановившегося на один день во дворце Давутпаша, ожидалась организация торжественной церемонии въезда в столицу. Валиде-султан, бывший султан и четверо его шехзаде были перевезены сначала во дворец Хатидже-султан близ пристани Айвансарай, оттуда на лодках добрались до павильона Ялы и только затем переправились в Топкапы. 16 ноября 1703 года валиде-султан подарила в честь назначения на пост великого визиря Хасану-паше, второму мужу Хатидже-султан, и его кахведжибаши (главному кофевару) «обёрнутую в сукно соболевую шубу и кинжал, рукоятка которого была украшена драгоценными камнями, потом по традиции после встречи у лестницы и надевания одежд, также была вручена соболиная шуба кахфеджибаши, помимо этого конь в полной сбруе и пять мешочков акче, а всем пришедшим балтажди [войнам-топорщикам] было роздано пятьсот курушей». В конце того же 1703 года Мустафа II, помещённый в кафес, внезапно умер; это подорвало здоровье Эметуллах Гюльнуш-султан, которой на тот момент было уже за 60.

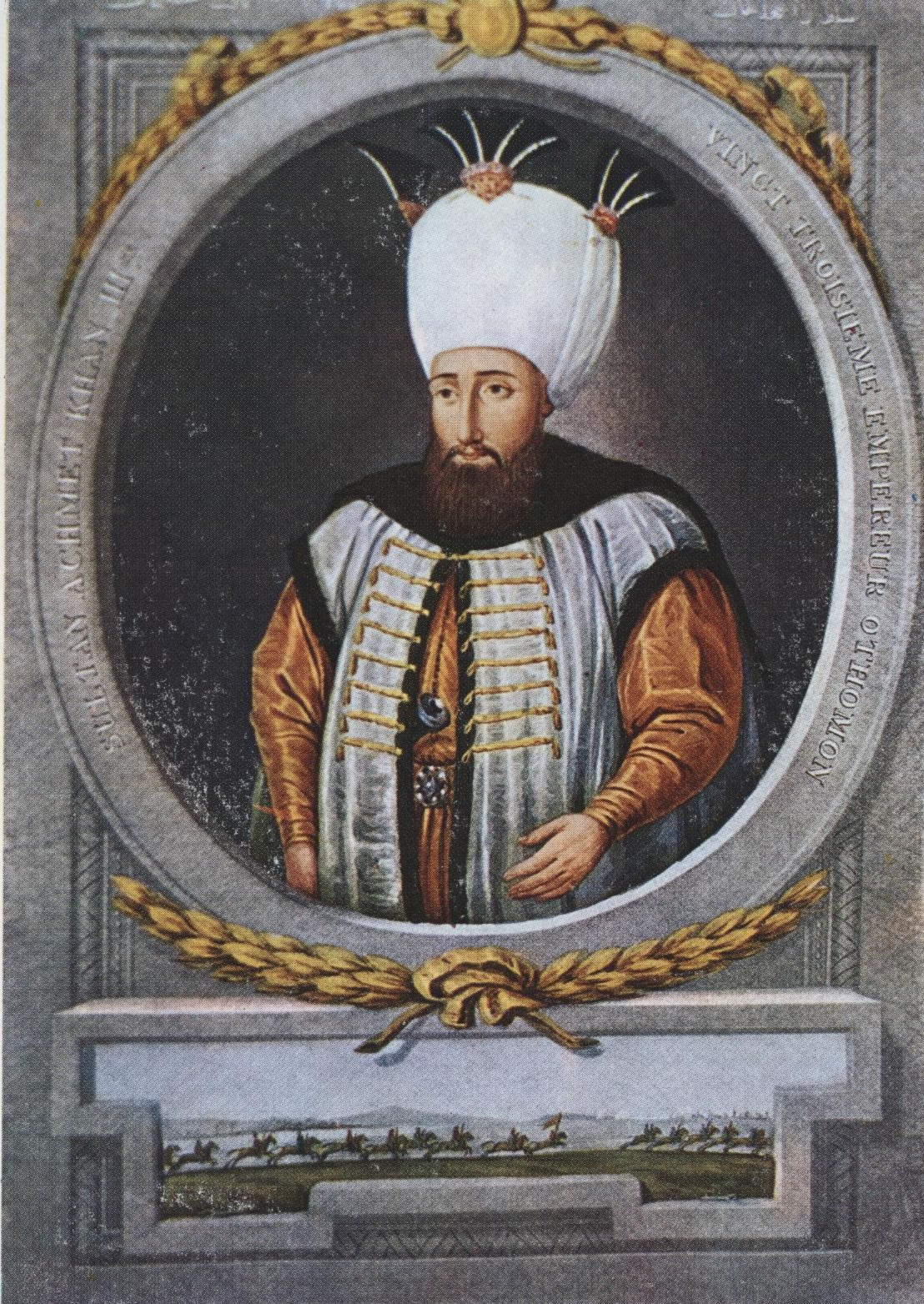
Младший сын Эметуллах Гюльнуш — султан Ахмед III

Первый этап пребывания Эметуллах Гюльнуш в статусе валиде-султан завершился трагическими событиями, однако следующие 12 лет в период правления её младшего сына Ахмеда III были довольно спокойными: она провела это время в стамбульских дворцах, прославившись как благотворительница. В гареме во дворце Топкапы для неё обустроили личные покои, получившие название «Покои Новой султанши». Из «Тарих-и Рашид» известно, что через полвека после того, как этот дворец был покинут султанами, и по возвращении Ахмеда III и его матери в гареме Топкапы была произведена реновация и в «самом центре гарема» этажом выше и совмещённо с покоями валиде был возведён особняк и ещё одна комната, строительство которых завершилось 20 апреля 1704 года. Переехавшая в новые покои валиде желала видеть на посту дарюссааде-аги главного агу Узун Сулеймана, однако зять Эметуллах Гюльнуш-султан, опасавшийся чрезмерного возвышения Узун Сулеймана, выступил против этого назначения. В конечном итоге, победила валиде: Узун Сулейман получил пост в гареме, а Хасан-паша 28 сентября 1704 года был снят с поста великого визиря.
Летом 1705 года Эметуллах Гюльнуш с сыном снова стала выезжать на прогулки, что жителями столицы было воспринято как возобновление традиций султаната и дворца, забытых на сорок лет. В это же время Ахмед III с матерью и женщинами из своего гарема побывал в саду Терсане и Чифте Хавузлар. Планировалось, что Ахмед останется там на пару дней, чтобы развлечься и осмотреть мосты, однако в те же дни пришло известие, что зачинщики Эдирнского инцидента собрались в мечети Баезид с целью организовать новый мятеж. Султан, испугавшись за своё положение, на следующий день вместе со своим гаремом вернулся во дворец.

### Смерть
Летом 1715 года Эметуллах Гюльнуш вместе с сыном Ахмедом III встречала вернувшегося из Мореи с победой великого визиря Али-пашу. К этому времени валиде-султан уже была тяжело больна.

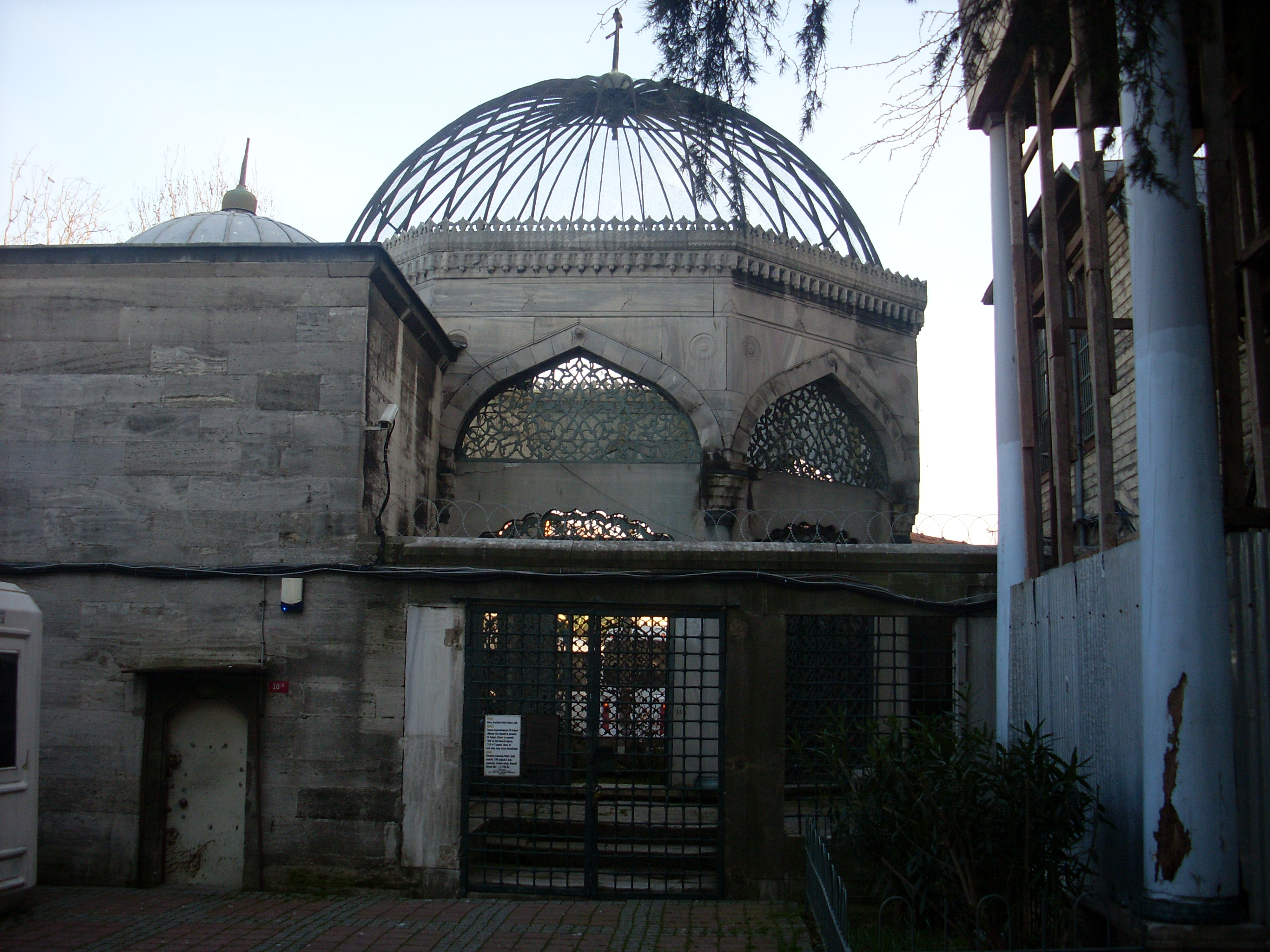
Мавзолей Эметуллах Гюльнуш-султан в её мечети в Ускюдаре

Валиде Эметуллах Гюльнуш-султан скончалась ночью во вторник 5 или 6 ноября 1715 года во дворце в Эдирне в возрасте около 75 лет. В «Истории Рашида» под заголовком «Смерть почтенной валиде-султан» так описывается это событие: «здоровье валиде-султан пошатнулось, несмотря на несколько месяцев стараний врачей, её смертный час пришёл, и на следующий день после прибытия армии в Эдирне (9 зу-ль-када 1127 по хиджре — 6 ноября 1715) она умерла». По приказу султана все визири, улемы и государственные чиновники собрались на площади перед дворцом и провели там похоронный намаз, затем тело валиде-султан погрузили в крытую карету, и армия проводила её до Солак чешмеси. После под охраной каймакама Мехмеда-паши тело отправили в Стамбул, где 9 ноября погребли в мечети Новой валиде в Ускюдаре в тюрбе с открытым куполом и мраморными окнами, закрытыми металлическими решётками со стороны улицы. Надгробная плита на могиле Эметуллах Гюльнуш-султан помимо китабе была украшена кипарисовым мотивом, который был общей чертой для всех женских захоронений. На сороковый день после погребения 19 декабря 1715 года была роздана еда, приготовленная в благотворительной кухне валиде-султан по приказу управителя кухни Османа-эфенди и главного мютеферрика (помощника) Юсуфа-аги.
Эметуллах Гюльнуш-султан оставила завещание, в котором дала распоряжение касательно её погребения и распределения имущества. Согласно Сакаоглу, завещание состояло из 14 страниц и было зарегистрировано в хранилище библиотеки дворца-музея Топкапы.
Помимо могилы Эметуллах Гюльнуш в её тюрбе располагалось и место упокоения её последнего кетхюды Кайсериели Мехмеда-паши, умершего в 1723 году.

## Потомство
Сакаоглу среди детей Мехмеда IV от Эметуллах Гюльнуш-султан указал двух будущих султанов Мустафу II и Ахмеда III, а также, вероятно, дочь Хатидже-султан (1660 (?) — 5 июля 1743). Сюрея, Улучай и Олдерсон называли детьми Эметуллах Гюльнуш только султанов Мустафу II и Ахмеда III.

## Личность и влияние
Сакаоглу писал, что часть историков считали Эметуллах Гюльнуш-султан последней представительницей Женского султаната, начавшегося с Нурбану-султан и продолжавшегося во время пребывания на посту валиде Сафие-султан, Кёсем-султан и Турхан-султан. С 1650 по 1710 год — на протяжении правления мужа Мехмеда IV, деверей Сулеймана II и Ахмеда II, сыновей Мустафы II и Ахмеда III — она стала свидетелем дворцовых переворотов, внеочередных созывов дивана, мятежей, переживала волнения побед, поражений, празднований, путешествовала, в отличие от предыдущих хасеки, получила возможность повидать страны, которыми правил её муж — вплоть до Балкан, Румынии и Украины. Однако Сакаоглу отмечал, что исторических сведений об этих путешествиях осталось крайне мало.
Своё возвышение Эметуллах Гюльнуш-султан начала ещё в правление Мехмеда IV, который очень любил и уважал свою башхасеки. В труде «Зюбде-и Векайат» Дефтердар Сары Мехмеда-паши, а также в «Истории Рашида» указывалось, что Мехмед из уважения к Эметуллах Гюльнуш назначил бейлербеем Румелии её кетхюду Хаджи Имадеддина, ставшего, таким образом, очень влиятельным пашой; затем, после смерти Имадеддина в феврале 1674 года, на должность кетхюды хасеки был назначен главный привратник Хаджи Хызыр-ага. В гареме и за его пределами Эметуллах Гюльнуш имела обширную сеть приближённых, главным из которых был глава белых евнухов Юсуф-ага, тесные отношения с которым у фаворитки султана завязались в 1675 году. Именно Юсуф управлял благотворительным фондом, основанном Эметуллах Гюльнуш в 1680 году, который обеспечивал работу общественных кухонь и больницы в Мекке. Другим приближённым хасеки стал её очередной кетхюда Мехмед Осман-ага, которого привёл на эту должность Юсуф. Эметуллах Гюльнуш также имела близкие отношения с Фейзуллой-эфенди — наставником её сына Мустафы. Эти отношения сохранялись даже после катастрофического краха осады Вены в 1683 году, в результате которого влияние Фейзуллы при дворе резко упало. Так, в 1686 году произошёл инцидент, когда Фейзулла позволил своей лошади пастись в королевском саду, и было решено, что он должен быть наказан. Вмешательство хасеки не только спасло Фейзуллу от наказания, но и позволило ему получить новый пост. В 1672 году Амджазаде Хусейн, племянник Кёпрюлю Мехмеда-паши, встретил султана Мехмеда и Эметуллах во время торжеств по случаю начала войны с Польшей. Позже Амджазаде присоединился ко двору хасеки, где оставался в течение длительного периода времени и стал главным офицером в 1682 году. Она также сыграла немалую роль в определении карьеры различных государственных деятелей, в том числе великого визиря Кара Мустафы-паши: после провала осады Вены в 1683 году он был лишен своего поста и казнён, в том числе и благодаря значительным усилиям Эметуллах Гюльнуш-султан и придворных евнухов. Она также имела влияние во время визирата двух последующих великих визирей — Байбуртлу Кара Ибрагима-паши и Сары Сулеймана-паши. При этом Улучай отмечал, что в политику она не вмешивалась.
Сакаоглу отмечал, что Эметуллах Гюльнуш имела огромное влияние на своих сыновей-падишахов в гаремных вопросах. Кроме того, в бытность валиде при младшем сыне она активно занималась политикой и дипломатией. Она также принимала участие в «собраниях», проводимых во дворце будущего мужа её младшей внучки Фатьмы-султан — Силахдар Али-паши. Иностранные посланники передавали ей подарки и письма через посредников, а сама она во многих вопросах могла повлиять на решения сына-султана.

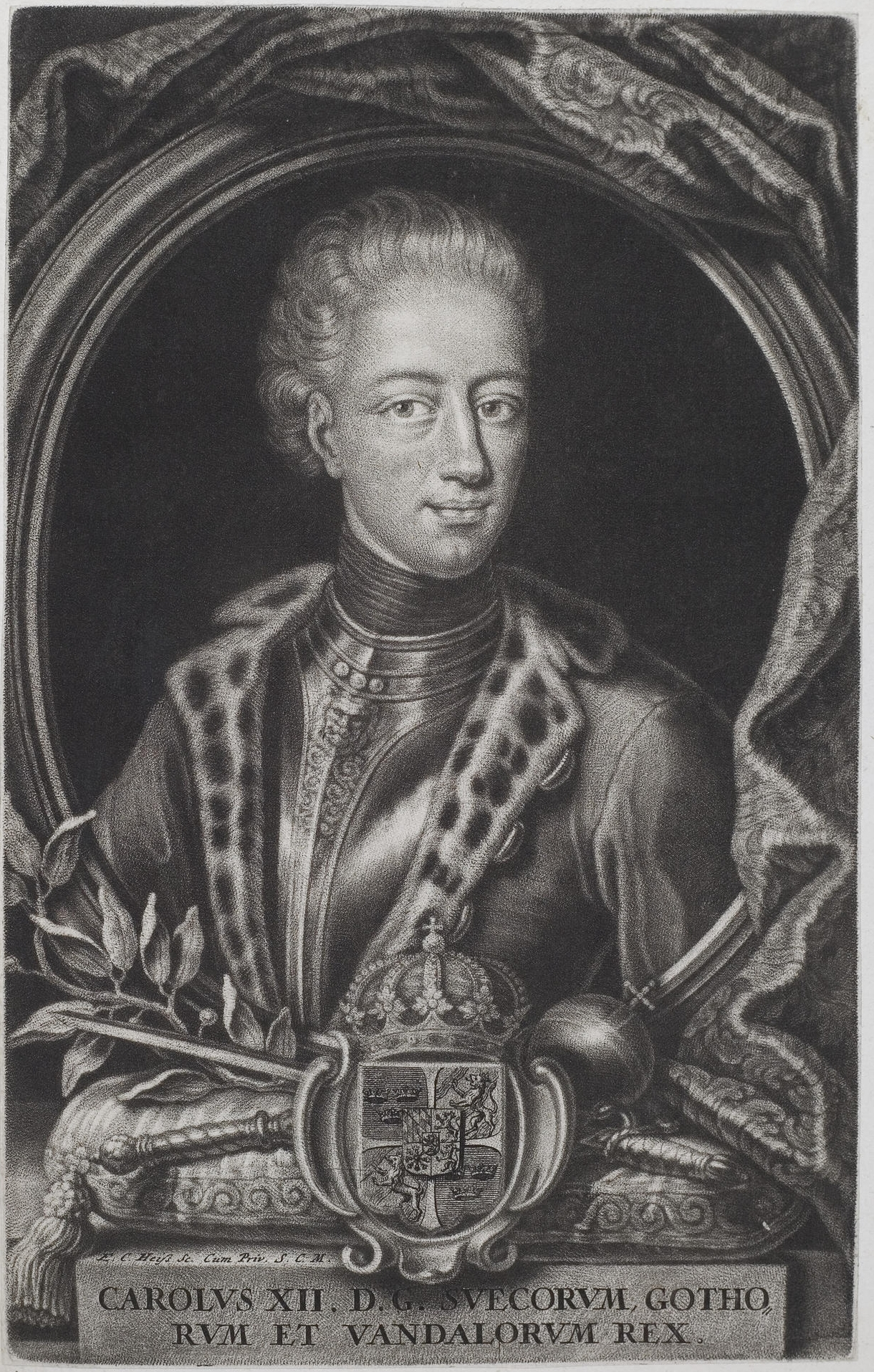
Карл XII, король Швеции, которому симпатизировала Эметуллах Гюльнуш-султан

Вольтер в труде «История Карла XII», ссылаясь на сведения, полученные в Париже на встрече Карла XII с Даниэлем Фонсекой, который после поражения шведского монарха в Полтавской битве нашёл приют в Османской империи, так писал о валиде Эметуллах Гюльнуш-султан: 

Мне лично писал и рассказывал граф Понятовский, что ему удалось отправить письма валиде-султан, которая является матерью правителя и которая стала увеличивать своё влияние во дворце, несмотря на то, что ранее сын её не достаточно чтил. Приближённая к принцессе [валиде-султан] еврейка рассказывала ей о постоянных победах шведского короля, и рассказанные ею истории заставляли валиде-султан сопереживать. Как и всем остальным женщинам, этой принцессе была свойственна склонность испытывать почтение к великим мужам, даже если она их не видела и знала лишь по случайным чужим рассказам. Принцесса страстно оберегала данного государя во дворце и называла его [Карла XII] не иначе, как «Мой лев». Иногда она спрашивала сына-падишаха [Ахмеда III]: «Когда ты окажешь помощь моему льву, чтобы тот смог растерзать этого царя [Петра I]?» Более того, поправ некоторые строгие дворцовые правила, она решилась сама написать несколько писем графу Понятовскому, и эти письма в момент написания данной главы находятся в руках графа. Понятовский, который посмел написать нелестную реляцию о великом визире Чорлулу Али-паше, также занимался происками относительно снятия его с поста. Он знал, что этот великий визирь не по душе валиде-султан, и что его ненавидят как главный чёрный гаремный ага кызляр-ага, так и ага янычар. Слова графа, высказанные против великого визиря, подлили масла в огонь всем троим. Наконец-то, и Силахдар [Али-паша] создал коалицию с валиде-султан и государственными чиновниками против Чорлулу Али-паши. Таким образом, этот умудрённый опытом визирь пал жертвой интриг чужеземца [Понятовского], подогреваемого азартом юного храбреца [Силахдара]. У него отняли жену — дочь прежнего султана Мустафы [II] и сослали в Кафу [Феодосию]. Великим визирем стал Нуман Кёпрюлю. [Когда Балтаджи Мехмед пришёл забрать печать], он обнаружил, что сторонники шведского короля овладели дворцом. Валиде-султан, фаворит падишаха [Силахдар] Али, глава чёрных евнухов [кызляр-ага] и ага янычар: все желали войны против царя.
С другой стороны, после Прутского похода и заключения мирного соглашение до Балтаджи Мехмеда-паши дошли слухи, что Ахмед III разгневан на него, поэтому он решил временно не возвращаться в Стамбул и обосновался на этот период на равнине в Картале. Отсюда он отправил письмо валиде-султан, в котором подробно описывал свои заслуги перед Османской империи и попросил защиты у Эметуллах Гюльнуш перед султаном. Письмо Балтаджи, адресованное «Благочестивой валиде-султан», хранится в архиве дворца-музея Топкапы и, как и другие документы, подтверждают, что Эметуллах Гюльнуш-султан до конца жизни занималась вопросами как внутренней, так и внешней политики. В последние свои дни она перед отправкой в поход на Морею Дамад Силахдара Али-паши поспособствовала назначению своего кетхюды Хаджи Мехмеда-аги визирем и кетхюдой великого визиря, чтобы держать под контролем происходящее в столице; ещё одного своего человека, Османа-агу, Эметуллах Гюльнуш назначила кетхюдой в Эдирне.
Вместе с тем, Ипширли, опираясь на османские источники, писал, что Эметуллах Гюльнуш-султан старалась держаться в стороне от политики и дворцовых интриг, а османские хроники не сохранили никаких сведений о деятельности этой валиде, кроме занятий благотворительностью.
Эметуллах Гюльнуш-султан и Кёсем-султан стали единственными женщинами в истории Османской империи, занимавшими пост валиде-султан сразу при двух сыновьях-султанах.

## Благотворительность
Эметуллах Гюльнуш была одной из тех валиде, что внесли вклад в архитектуру Стамбула.
В завоёванном в 1673 году Каменец-Подольском одна из местных церквей была превращена в мечеть и получила имя Эметуллах Гюльнуш, однако позже эта мечеть снова стала церковью. В правление Мехмеда IV Эметуллах Гюльнуш-султан построила благотворительный комплекс Хасекие в Мекке; позднее, уже в её бытность валиде-султан, на пути, по которому паломники шли в хадж, по её приказу были построены мосты, фонтаны, источники питьевой воды. По желанию валиде в крепости Галата на месте сгоревшей церкви была построена «священная мечеть и изысканный храм» с одним минаретом, открытие которой состоялось в феврале 1697 году. Хюсейн Айвансарайы в книге «Меджмуа-и теварих» писал, что поэт того времени Замири написал касыду, в которой указал дату открытия мечети и то, что над входом в неё начертана касыда Рази, начинавшаяся строкой «Достопочтенная валиде-султан, мать Мустафы-хана». Согласно описанию из «Хадикатю’ль джевами», мечеть валиде (другое название — Новая мечеть Галаты), построенная на месте сгоревшей церкви, с султанским махфилем, краниками для абдеста и фонтаном у дверей гарема, датирована 1697 годом (1109 по хиджре). Эта мечеть была деревянной и позднее была полностью разрушена. Напротив неё кетхюда валиде-султан Мехмед-паша построил первое медресе в Галате; во время строительства медресе он очистил двор Арабской мечети от немусульман и реконструировал его; на территории хозяйственного рынка он построил фонтан, который назвал в честь валиде Эметуллах Гюльнуш-султан. Ещё один питьевой фонтан, возведённый на деньги валиде, находится в Ускюдаре в районе Гюльфем-хатун напротив полицейского участка; на фонтане выбита надпись «Валиде-султан превратила питьевую воду в райский источник» и указана дата постройки — 1121 год от Хиджры (1709).

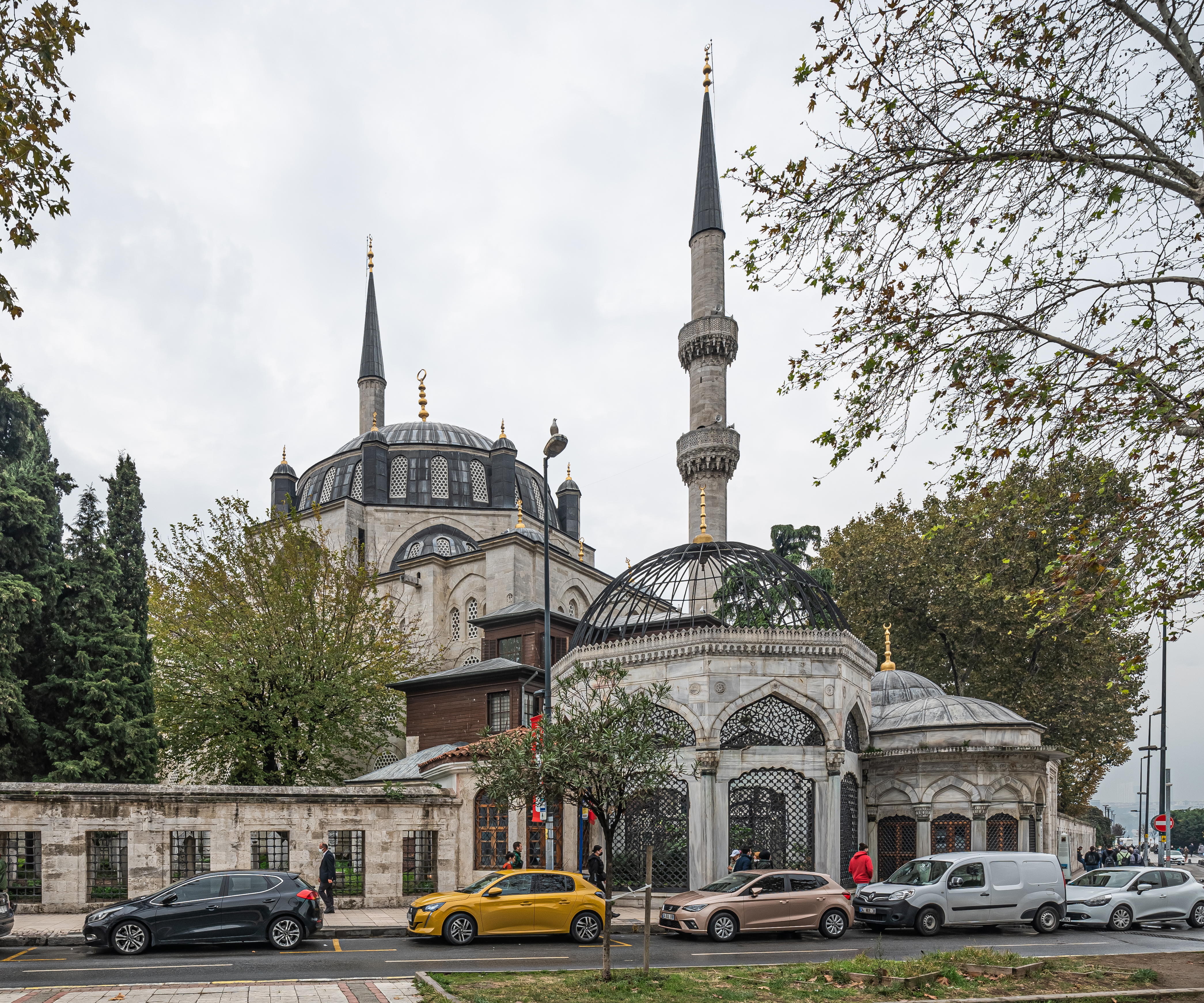
Мечеть Новой валиде, построенная Эметуллах Гюльнуш-султан в Ускюдаре

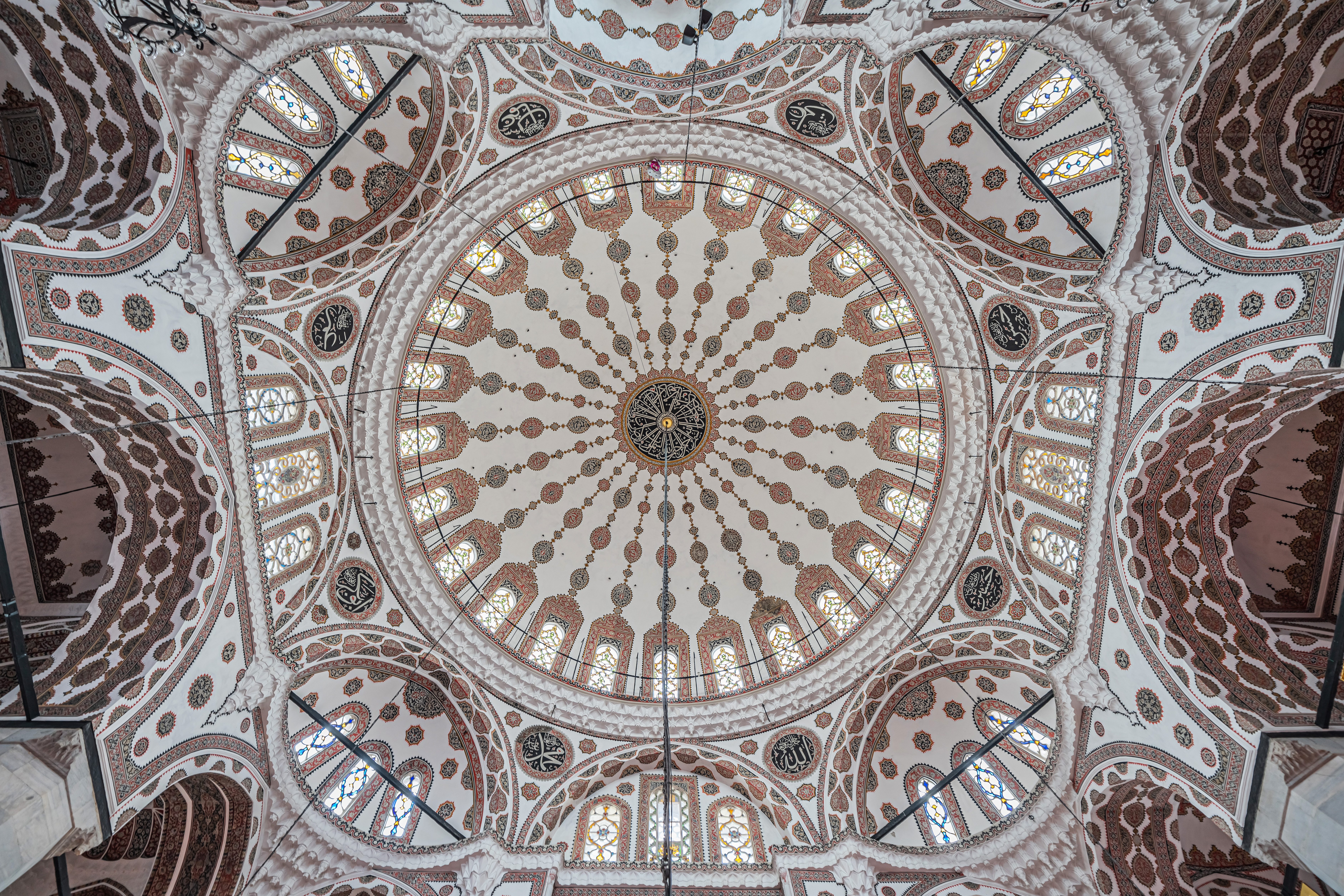
Интерьер мечети Эметуллах Гюльнуш

Самым главным проектом Эметуллах Гюльнуш-султан стала постройка большой мечети у пристани Балабан в Ускюдаре, получившей название Мечеть Новой валиде. В «Истории Рашида» так описывается закладка фундамента этой мечети: 

Валиде-султан, дни и ночи тратившая на добрые дела, решила построить в Ускюдаре мечеть, поэтому приказала возвести там величественное благотворительное сооружение. После того, как был определён участок, обеспечены стройматериалы и рабочие, 8 октября 1708 года (23 раджаб 1120 по хиджре) в среду по приказу падишаха приглашённые визири, богословы и другие государственные чиновники сели в месте, приготовленном кетхюдой валиде-султан, и провели молитву, а потом в час, признанный главным провидцем кадия Ускюдара Мехмедом-эфенди удачным, был заложен фундамент мечети. Позднее на пиршестве, устроенном в саду Аязма благочестивой валиде-султан, визирям, учёным и шейхам преподносили угощения.
Комплекс Новой валиде, завершённый в 1708—1710 годах, включал в себя мечеть с двумя минаретами со средним куполом и султанским махфилем, шадырваном, питьевыми фонтанами-чешме, имаретом, мектебом, комнатой махьяджи, небольшой базар и другие помещения. Поэт того времени Наби в стихах, приуроченных к окончанию строительства комплекса, назвал Эметуллах Гюльнуш «достопочтенной райской хатун» и «благотворительницей эпохи». После смерти валиде-султан во дворе мечети в части, выходящей к дороге, были построены фонтан-чешме и фонтан-себиль близ открытой усыпальницы и помещение для отслеживания точного времени для намазов. На китабе фонтана-чешме начертаны строки, которые указывают датой постройки 1121 год от Хиджры (1709): «И говорит каждому жаждущему Хызыр, принеся благую весть / Валиде-султан построила этот фонтан». Из-за того, что комплекс Нурбану-султан в Ускюдаре носил название Атик Валиде, новый комплекс жители Ускюдара окрестили «мечетью Джедид Валиде» — «мечеть младшей валиде» или «мечеть новой валиде». На китабе мечети имеются строки: «Великолепное, грандиозное строение — мечеть валиде-султан / Обитель покорных и остановка для питающих надежду»; другие строки указывают, что мечеть называлась Джедид Валиде-султан, а построена она была в 1120 году от Хиджры (1708). Сакаоглу отмечал, что эта архитектурная группа обогатила и без того живописный пейзаж Ускюдара, сделав это район привлекательным для проживания. В «Истории Рашида» отмечается: «Покойная валиде-султан около пристани Балабан приказала построить эту мечеть, которая принесла в указанный район [Ускюдар] великолепие и привлекательность». В Стамбуле существовала традиция во время Рамадана растягивать праздничную иллюминацию между мечетями Сулеймание, Султанахмет и Атик Валиде, но 12 июля 1721 года Ахмед III издал указ, по которому в этот список была добавлена мечеть его матери. В мектебе, представлявшим собой двухэтажное здание с куполом и располагавшемся во внутреннем дворе мечети, местные дети получали образование вплоть до первой четверти XX-го века.
Эметуллах Гюльнуш-султан была организатором и попечителем нескольких вакфов. Первый вакф имел устав на 17 страницах и был организован в 1109 году от Хиджры (1697); второй — вакф мечети, построенной на острове Хиос; третий — имел устав на 81 странице и на первой странице имел тугру Ахмеда III. Документ о границах и арендуемых помещениях ещё одного вакфа — вакфа мечети в Ускюдаре — и других вакфов был составлен в 1123 году от Хиджры (1711).

## Комментарии
1. ↑  В «Истории Силахдара» не упоминается имени Гюльнуш, но говорится, что «Башхасеки Гюльнар и рабыня Афифе Кадын» после свержения Мехмеда IV были высланы в Старый дворец. Сакаоглу считал, что автор либо перепутал имена Гюльнар и Гюльнуш, либо совершил ошибку при написании имени. В пользу этого говорит и тот факт, что поэтесса из гарема Мехмеда IV Афифе в своих стихах, повествовавших о тяжёлой жизни в Старом дворце, писала о Гюльнуш, не упоминая ни о какой Гюльнар[6].
2. ↑  Налог, по которому пятая часть военной добычи принадлежала государству[7].
3. ↑  Не указывается как, когда и в каком возрасте она попала во дворец[10].
4. ↑  Тавернье во время путешествий на Восток заинтересовался османским дворцом и, на основе полученной информации, опубликовал в 1678 году книгу Nouvelle Relation de L’Interieur du Serrail du Grand Seigneur. Описывая пышную церемонию обрезания шехзаде, которую в 1675 году провели в Эдирне, он подчеркнул скупость Мехмеда IV, его пристрастие к охоте и красоту его хасеки[10].
5. ↑  Сакаоглу и Абдулкадир Озджан, автор статьи о Мустафе II в «Исламской энциклопедии», указали 2 июня[10][12], тогда как Олдерсон и Сюрея указали 5 июня[3][13].
6. ↑  Существует две версии этого слуха: согласно первой версии, когда Гюльбеяз любовалась на море со скалы, её столкнули вниз, и наложница утонула[19]; согласно второй, отражённой Ахметом Рефиком Алтынаем[тур.] в книге с элементами романа «Женский султанат», Гюльбеяз была задушена во дворце Кандилли в Ускюдаре по приказу Эметуллах Гюльнуш. Сакаоглу же считал, что это были просто слухи и к реальности они отношения не имели[20].
7. ↑  В Эдирне остались единокровные братья султана шехзаде Сулейман и Ахмед и валиде Турхан-султан, защищавшая их[6].
8. ↑  Сакаоглу полагал, что особняк соответствует залу для развлечений в гареме[тур.], а комната — фруктовой приёмной (тур. Yemiş Odası)[25].
9. ↑  Человек, который во время Рамадана развешивает между минаретами мечети поздравительные надписи из лампадок или ламп, называемые махья[тур.][39].